# Lingga Kuamang
Lingga Kuamang is een bestuurslaag in het regentschap Bungo van de provincie Jambi, Indonesië. Lingga Kuamang telt 3650 inwoners (volkstelling 2010).